# Державна опера (Прага)
50°04′49″ пн. ш. 14°25′58″ сх. д. / 50.08028° пн. ш. 14.43278° сх. д.
Державна опера (чеськ. Státní opera) — діє у складі Національного театру Чехії (є однією з чотирьох розташованих у м.Прага театральних сцен), має окрему балетну трупу та оперний колектив. Входить до числа відомих оперних сцен Європи. Виконана в стилі неоренесанс будівля Державної опери з 1958 року має статус пам'ятки культури Чехії, а з 1995 року — частиною території, що має статус пам'ятки культури ЮНЕСКО. Інтер'єр театру витриманий в стилі неорококо. Глядацька зала розрахована на 1160 глядачів.

## Історія
Попередником сьогоднішньої празької Державної опери був Новоміський театр (чеськ. Novoměstské divadlo), що працював у 1859-1885 роках на місці, де тепер стоїть будівля чеської Державної опери (між вулицями Віноградска, Вілсонова та Легерова). Тодішнім керівником Театру Графа Ностіця, що у 1862 році було перейменоване на Королівський місцевий німецький театр (сучасний Становий театр), Францем Томé було оформлено 15-річну концесію на цю земельну ділянку. Театр розташовувася у побудованій в 1858 році за проектом Йозефа Нікласа кількаповерховій дерев'яній будівлі, що вміщувала 1241 сидячих місця, а загалом могла вмістити до 4000 глядачів. Будівля була дерев'яним двійником першого Дрезденського театру, спроектована для газового освітлення та не передбачала опалення, тому сезон театральних постановок тривав з травня по вересень. До репертуару входили вистави німецькою та чеською мовами. Зокрема, у 1868 році саме тут відбулася прем'єра опери Бедржіха Сметани Далібор.
У 1882 змінився власник земельної ділянки, на якій був роташований Новоміський театр, — ним став етнічний німець Александер Ріхтер, підприємець, який згодом був обраний до Сейму Чеського королівства у складі Австро-Угорщини. Ріхтер придбав ділянку для потреб Німецького театрального товариства, яке збиралося знести пожеженебезпечну дерев'яну будівлю Новоміського театру та побудувати на її місці сучасний театр з каменю.
Остання вистава в будівлі Новоміського театру відбулася восени 1885 року, в лютому 1886 року будівлю театру було знесено.

### Заснування та періодПершої республіки(1888—1939)

#### Будівництво та оздоблення
Новий Німецький театр був заснований у 1888 році на приватні кошти Німецького театрального товариства, що було утворене з цією метою у 1883 році з числа проживаючих на той час в Празі етнічних німців. Після відкриття у тому ж році чеського Національного театру німецька діаспора міста Праги, яка до того часу організовувала вистави у меншому за потенціалом Театрі Графа Ностіця (вміщував максимально до 1000 глядачів), побачила необхідність у створенні для німецькомовних вистав більш репрезентативного театрального майданчику з більшою кількістю глядацьких місць. Початково йшлося про 2000 глядацьких місць, адже передбачалось, що 1/4 глядачів дивитимуться вистави стоячи. 

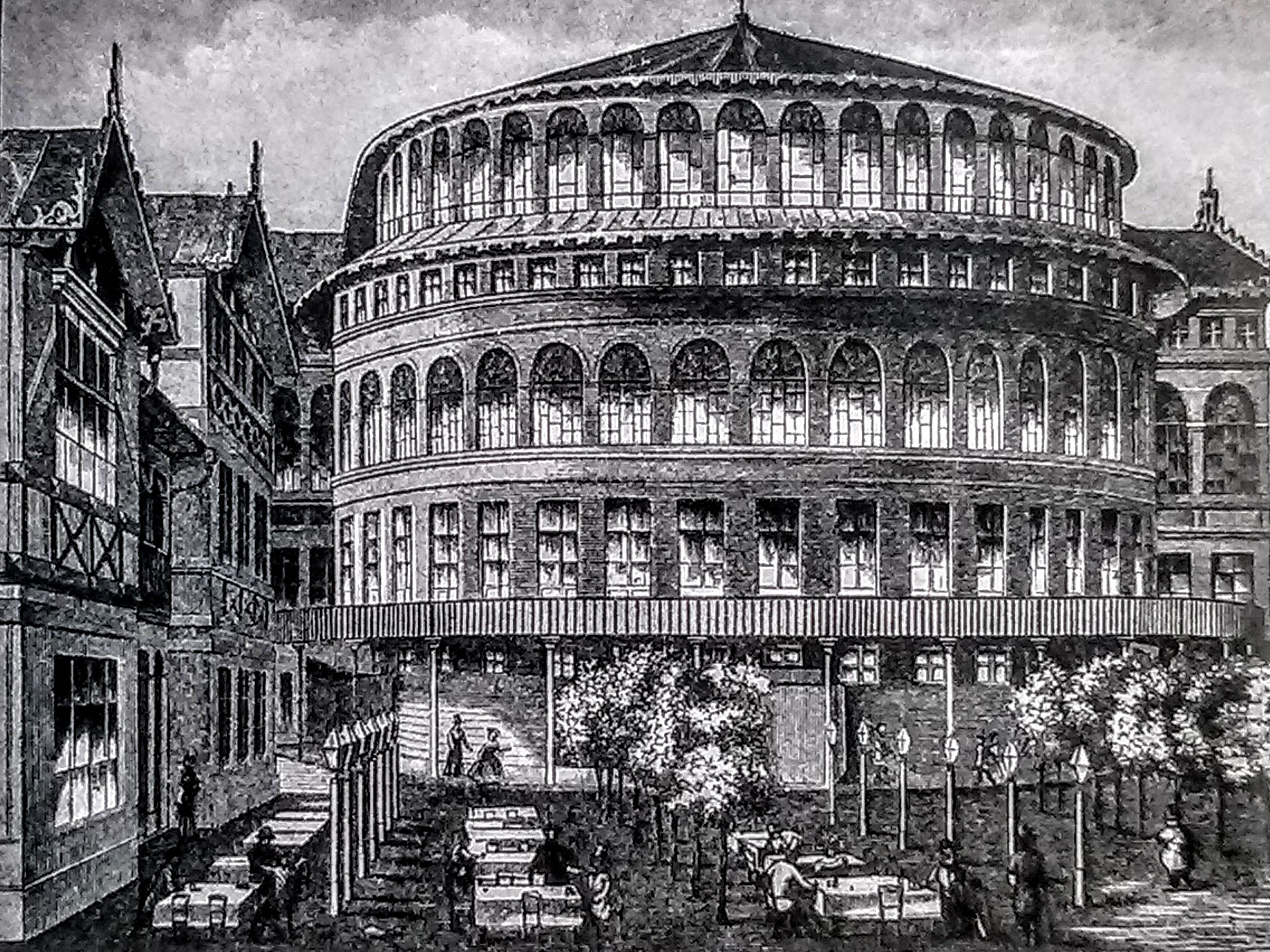
Попередник чеської Державної опери — Новоміський Театр (перед знесенням будівлі, 1885 рік)

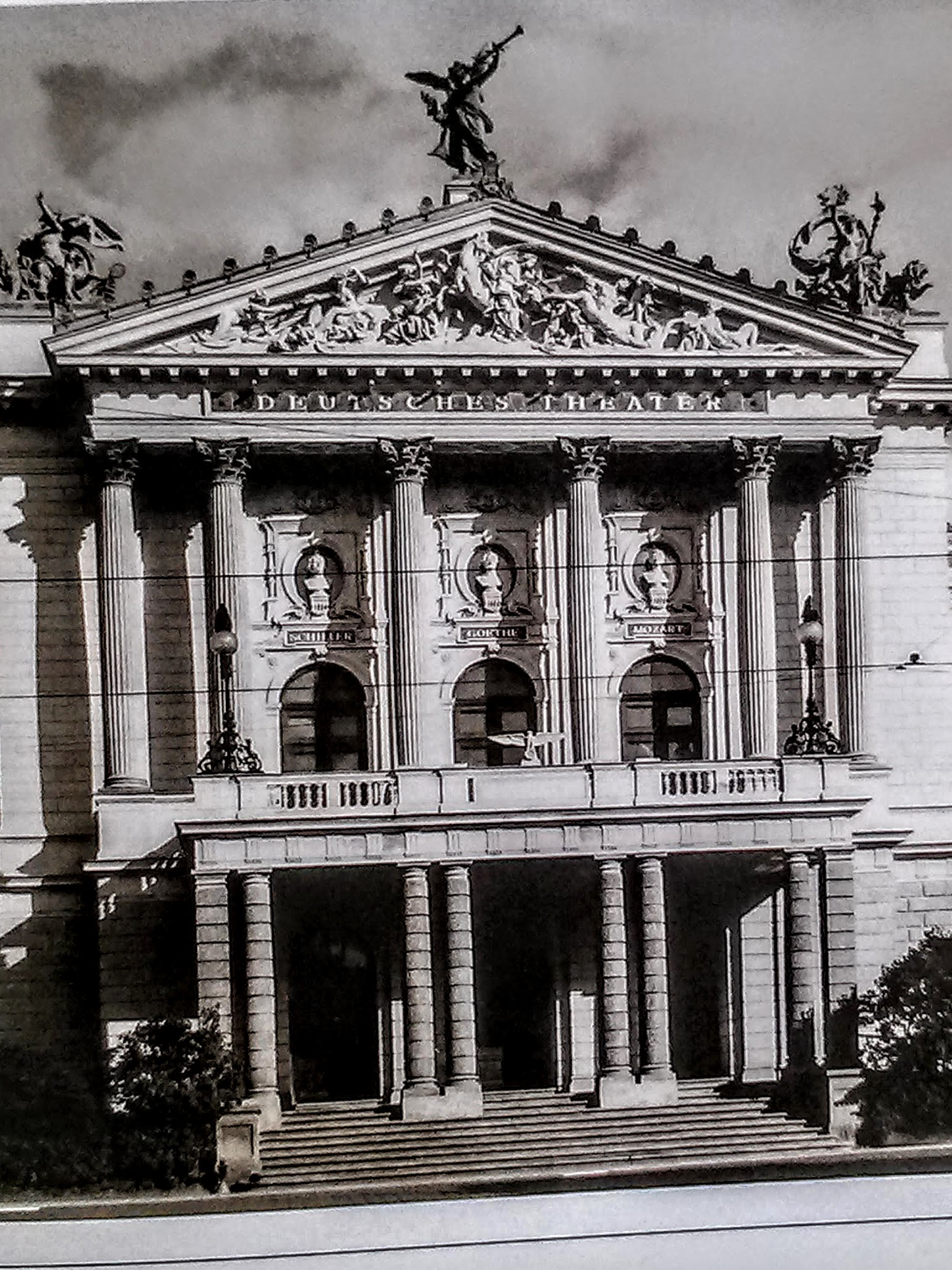
Новий німецький театр, 1940 р.

Проект будівлі був розроблений провідним на той час австроугорським архітектурним бюро Фельнер & Гельмер, яке спроєктувало її у популярному тоді стилі неоренесанс. У виробленні проекту також брали участь автор проекту будівлі Бурґтеатру у Відні, Карл Хасенауер та празький архітектор Альфонс Вермюллер.
Оздоблення будівлі виконано з використанням елементів античного коринфського ордеру. З фасаду театру виступає підкріплений вісьмома колонами портик, над яким — тераса з ще шістьма колонами, увінчаними коринфськими капітелями. Над колонадою — тимпан з рельєфом, що зображує алегоричну фігуру поета, який після загибелі Орфея у битві з дикими менадами, супровідницями бога Діоніса підбирає ліри і на крилатому Пегасі прямує до гори Олімп. Над верхньою частиною тимпану знаходиться статуя Чутки з трубою та пальмовою гілкою (іноді її називають Громадською думкою), зліва — скульптура самого бога Діоніса, колісницю якого тягнуть звірі, а праворуч статуя Музи Талії.

#### Діяльність
Перша вистава Нового німецького театру відбулася 05 січня 1888 року, це була опера Ріхарда Вагнера Нюрнберзькі мейстерзінгери. Саме тут світові вперше були представлені опери Карела Вайса Польський Єврей (1901), Ернста Кренека Джонні награє (1927) та Ганса Краси Заручини уві сні (1933), а також монодрама Арнольда Шенберга Очікування (1924).
З 1920 року, коли Королівський місцевий німецький театр повністю перейшов на чеськомовну театральну продукцію і був перейменований на Становий театр, і до кінця періоду Першої Чехословацької Республіки Новий німецький театр був єдиним осередком німецькомовного театрального мистецтва в Празі. У 1938 році, у зв'язку з укладанням Мюнхенської угоди, державне фінансування Нового німецького театру в Празі припинилось, адже за цією угодою німецькі культурні товариства би мали переміститись в область Судети. При цьому театр втратив і більшість своїх спонсорів з лав німецькиї євреїв, а частина театральної трупи переїхала на територію Німеччини. Остання вистава Нового німецького театру відбулася 25 вересня 1938 року, у цей же день будівля театру була продана уряду Чехії.
В період німецької окупації будівля носила назву Німецька опера в Празі, проте регулярної театральної активності в ній не відбувалося — її використовували здебільшого для політичних пропагаційних заходів. Протягом театрального сезону 1942-43 років тут кілька разів виступав опереточний хор, з листопада 1943 року театр став прихистком для Дуйсбурзької опери, сцену якої було зруйновановано в перебігу Другої світової війни, а з 1 вересня 1944 року влада Протекторату Чехії та Моравії видала указ, яким будь-яка театральна чинність була заборонена.

### Доба комунізму (1945—1992)
Театральна та оперна діяльність в будівлі теперішньої державної опери була відновлена у 1945 році — група молодих діячів під проводом Алоіса Хаби, Вацлава Кашліка та Антоніна Курша заснувала Театр П'ятого травня.
Першою післявоєнною виставою стала опера Бедржіха Сметани Брандербуржці в Богемії (чеськ. Braniboři v Čechách). Репертуар Театру П'ятого травня включав опери Бедржіха Сметани Продана наречена (чеськ. Prodaná nevěsta), четвертитонової опери Алоіса Хаби Мати (чеськ. Matka), вистава Жака Оффенбаха Казки Гоффмана, твори Сергія Прокоф'єва та ін.
Засновники прагнули створити більш авангардну театральну платформу — на противагу більш консервативному Національному театрові, якому оперний Театр П'ятого травня невдовзі почав становити неабияку конкуренцію. Внаслідок цього було прийнято рішення про їх злиття — Театр П'ятого травня та її колектив під керівництвом Вацлава Кашліка з 1949 року став третьою сценою празького Національного театру. В листопаді 1949 року Театр П'ятого травня перейменовано на Театр ім. Бедржіха Сметани (чеськ. Smetanovo divadlo), репертуар якого формувався насамперед з творів чеських композиторів, а також оперних та балетних вистав світового рівня і новаторських сучасних творів.

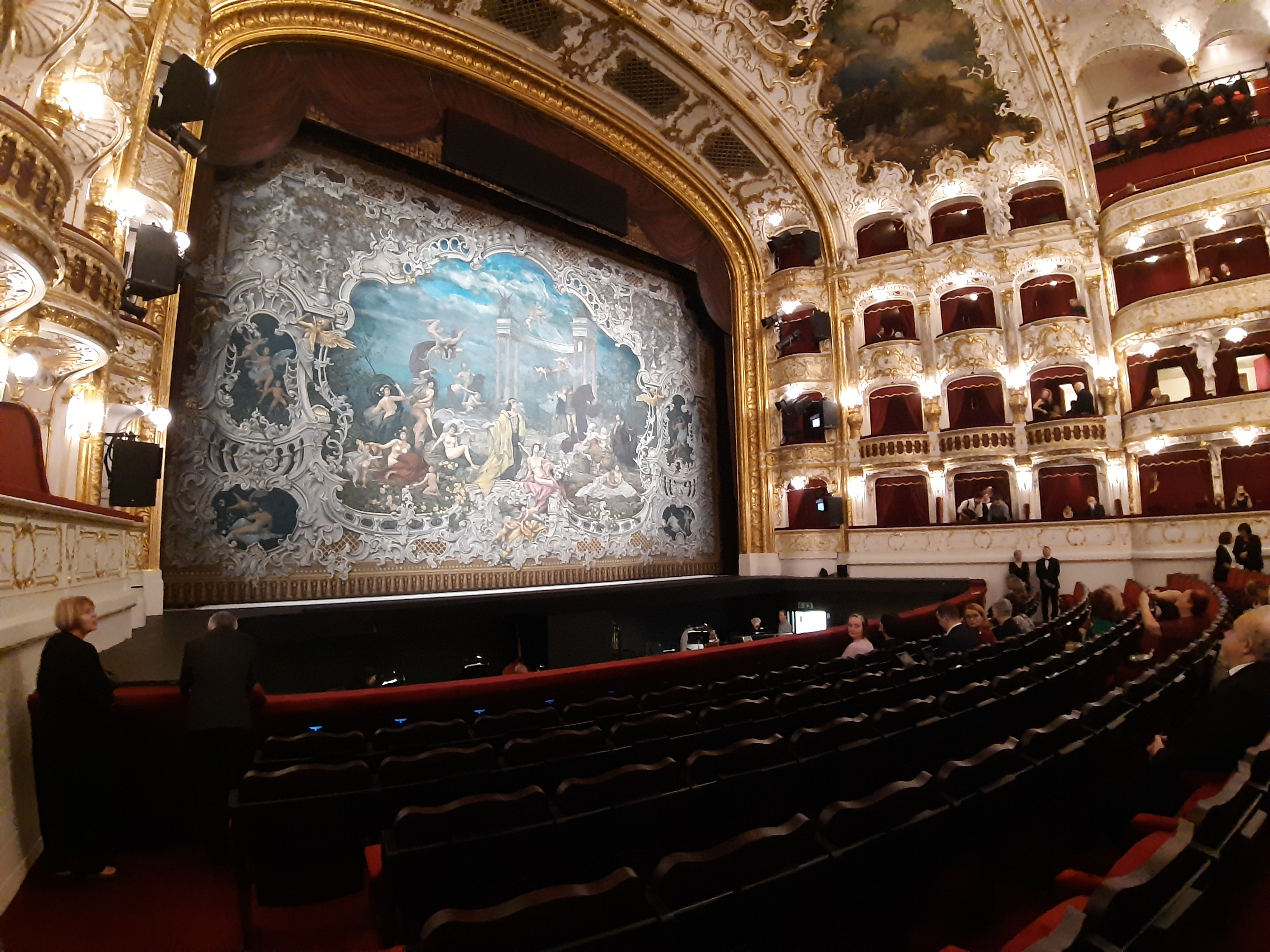
Сучасний інтер'єр Державної опери в Празі (2020), із завісою, реконструйованою за зразком, створеним Едуардом Файтом у 1888 році.

У 1967—1973 роках відбулася масштабна реконструкція будівлі театру, викликана побудовою в Празі першої лінії метрополітену, а також будівлі Народних зборів ЧССР, яку було споруджено поряд із будівлею сучасної Державної опери. Авторами проекту були чеські архітектори Карел Прагер та Їржі Альбрехт. Так, на місці сусідньої паркової зони була збудована п'ятиповерхова адміністративна будівля, у якій розміщуються приміщення з технічного обслуговування, майстерні, офіси, балетні зали, залою для хору та здійснення звукозапису.
Реконструкція також включала модернізацію глядацього залу та інтер'єру — після неї обладнана за найсучаснішими технологіями будівля стала місцем виступу гастролюючих колективів та солістів світового рівня.

### Празька державна опера (1992—2011)
Після оксамитової революції було поставлено питання про виокремлення Театру ім. Бедржіха Сметани зі структури Національного театру, а 01 квітня 1992 року було засновано окрему юридичну особу — Празьку державну оперу, місцем розташування якої стала будівля по вул. Легерова 57/75 в Празі. Репертуар нового оперного театру було створено в традиціях Нового німецького театру, поряд з класичними оперними творами світового значення він включав і значну кількість творів композиторів ХХ століття — Олександра Цемлінського, Ганса Краси, Готтфріда фон Айнема.
Діяльність керівників Празької державної опери у цей період часто критикувалась громадськістю. Згодом, через фінансові чинники, Урядом Чеської Республіки наприкінці 2011 року було прийняте неоднозначно сприйняте громадськістю рішення знову об'єднати дві празькі оперні сцени — Празька державна опера знов опинилась у структурі Національного театру, з творчим колективом якого були об'єднані її оперний хор та балетна трупа.

### Державна опера Чехії (з 2012 року)
Сучасну назву Державна опера театр має з 1 січня 2012 року. У 2016-2020 роках була проведена чергова реконструкція будівлі, у ході якої була реконструйована завіса театральної сцени — їй було повернуто вихідний вигляд, створений у 1888 році австрійським художником Едуардом Файтом. Сучасна завіса сцени Державної опери важить близько 100 кілограм.
Завершення майже трирічної реконструкції було відзначено гала-концертом оперних співаків, проведеним 5 січня 2020 року — рівно через 132 роки від дня проведення першої вистави у цій будівлі.

## Особистості світового рівня, які працювали чи виступали в будівлі Державної опери
- Олександр Цемлінський (композитор, диригент, керівник Нового німецького театру в 1911—1927 роках[12]);
- Ріхард Штраусс (запрошений диригент)[12];
- Густав Малер (запрошений диригент)[12];
- Артур Нікіш (запрошений диригент)[12];
- Фелікс Моттл (запрошений диригент)[12];
- Алоіс Хаба (композитор, ініціатор створення Театру П'ятого квітня);
- Енріко Карузо (запрошений соліст)[12];
- Беньяміно Джільї (запрошений соліст)[12];
- Лео Слезак (запрошений соліст)[12];
- Карел (Карл) Буріан (запрошений соліст)[12];
- Джордж Майкл (у 2011 виступав в Державній опері в рамках свого турне Symphonica Tour 2011)[18].
- Людвіг Сланський (від 1870 року понад 30 років був диригентом цього театру)